# Acoplamento de momento angular
Na mecânica quântica, o procedimento de construir "eigenstates" de momento angular total a partir de eigenstates de momentos angulares separados é chamado de acoplamento de momento angular. Por exemplo, a órbita e o giro de uma única partícula podem interagir por interação spin-órbita, caso em que a imagem física completa deve incluir o acoplamento spin-órbita.  O acoplamento de momento angular de spins de elétrons é importante na química quântica. Também no modelo de invólucro nuclear, o acoplamento de momento angular é onipresente.

Na astronomia, o acoplamento spin-órbita reflete a lei geral de conservação do momento angular, que também vale para os sistemas celestes. Em casos simples, a direção do vetor de momento angular é negligenciada, e o acoplamento spin-órbita é a razão entre a freqüência com que um planeta ou outro corpo celeste gira em torno de seu próprio eixo àquele com o qual ele orbita outro corpo. Isso é mais comumente conhecido como ressonância orbital. Frequentemente, os efeitos físicos subjacentes são forças de maré.